# 黄祥华如意油祖铺
黄祥华如意油祖铺位于中国广东省佛山市禅城区文明里77号，现为佛山市文物保护单位。

## 历史
“黄祥华如意油”创始于清咸丰十年（公元1860年），创始人为黄大年（字祥华，一说又名黄兆祥）。佛山文明里原本是灯笼铺的聚集地，相传黄大年起初也是做灯饰生意的。后来，黄祥华把店铺分为两部分，一半卖灯，一半卖药油。后来灯笼行业衰落，黄祥华便只卖油。如意油可治感冒、咳嗽、虫咬、腹泻。如意油生意兴隆，黄祥华因之成为佛山巨富，分店开到了上海、广州、北京、新加坡。抗日战争中，黄祥华如意油的传人把店铺迁往香港，至今仍在香港销售。
1949年后，黄祥华如意油祖铺成为民居。1998年5月，佛山市人民政府将其列入佛山市文物保护单位。2007年，佛山市启动旧城改造计划，禅城区中心的祖庙-东华里片区被纳入计划中。文明里一带，改造成了岭南天地商业街区。承担改造的瑞安房地产公司（母公司香港瑞安集團）派人与香港黄祥华如意油的传人商谈，邀请其在商业街重新开店经营。2011年6月28日，佛山市文化广电新闻出版局发布《关于佛山市级文物保护单位简照南佛堂等十处文物保护规划的公告》，黄祥华如意油祖铺等十处历史建筑将恢复原貌，进行文化展示。2012年2月12日，祖铺以“黄祥华养生堂”为名重新开张，出售凉茶、炖汤、蒸饭等餐饮产品。礙於中國藥品註冊規例，「如意油」只作展示而不予售賣。

## 建筑
黄祥华如意油祖铺平面为7字形，面积超过200平方米。修缮后，祖铺为岭南地区传统的“竹筒屋”式铺面，前铺后居式布局。店铺原有的竖式招牌石础尚在。黄祥华如意油的第五代传人黄启昌表示，店铺内的布置60%和老店一样。